# George H. Pendleton
George Hunt Pendleton (19 de julio de 1825 - 24 de noviembre de 1889) fue un político y abogado estadounidense. Representó a Ohio en ambas cámaras del Congreso y se desempeñó como candidato demócrata a la vicepresidencia de los Estados Unidos en 1864.
Después de estudiar en la Universidad de Cincinnati y la Universidad de Heidelberg, Pendleton ejerció la abogacía en su ciudad natal de Cincinnati, Ohio. Era hijo del congresista Nathanael G. Pendleton y yerno del poeta Francis Scott Key. Después de servir en el Senado de Ohio, Pendleton ganó las elecciones a la Cámara de Representantes de los Estados Unidos. Durante la Guerra Civil, emergió como líder de los Copperheads, un grupo de demócratas que estaban a favor de la paz con la Confederación. Después de la guerra, se opuso a la Decimotercera Enmienda y la Ley de Derechos Civiles de 1866.
La Convención Nacional Demócrata de 1864 nominó a George B. McClellan, que estaba a favor de continuar la guerra, y a Pendleton, que se opuso. Ella fórmula fue derrotada por ella fórmula republicana de Abraham Lincoln y Andrew Johnson, y Pendleton perdió su carrera de reelección en el Congreso ese mismo año. Pendleton fue un fuerte contendiente para la nominación presidencial en la Convención Nacional Demócrata de 1868, pero fue derrotado por Horatio Seymour. Después de que Pendleton perdiera las elecciones para gobernador de Ohio de 1869, abandonó temporalmente la política.
Se desempeñó como presidente del Ferrocarril Central de Kentucky antes de regresar al Congreso. Pendleton ganó las elecciones al Senado de los Estados Unidos en 1879 y cumplió un solo mandato, convirtiéndose en presidente de la Conferencia Demócrata del Senado. Después del asesinato del presidente James A. Garfield, escribió y ayudó a aprobar la Ley de Reforma del Servicio Civil de Pendleton de 1883. La ley requería que muchas contrataciones del servicio civil se basaran en el mérito en lugar de las conexiones políticas. La aprobación de la ley le hizo perder apoyo en Ohio y no fue nominado para un segundo mandato en el Senado. El presidente Grover Cleveland lo nombró embajador ante el Imperio Alemán. Ocupó ese cargo hasta 1889, falleciendo ese mismo año.

## Primeros años
Pendleton nació en Cincinnati, Ohio, el 19 de julio de 1825. Era hijo de Jane Frances (de soltera Hunt) Pendleton (1802–1839) y del representante de los Estados Unidos Nathanael Greene Pendleton (1793–1861).
Asistió a las escuelas locales y al Universidad de Cincinnati y la Universidad de Heidelberg en Alemania. Pendleton estudió derecho y fue admitido en el colegio de abogados en 1847 y comenzó a ejercer en Cincinnati.

## Carrera

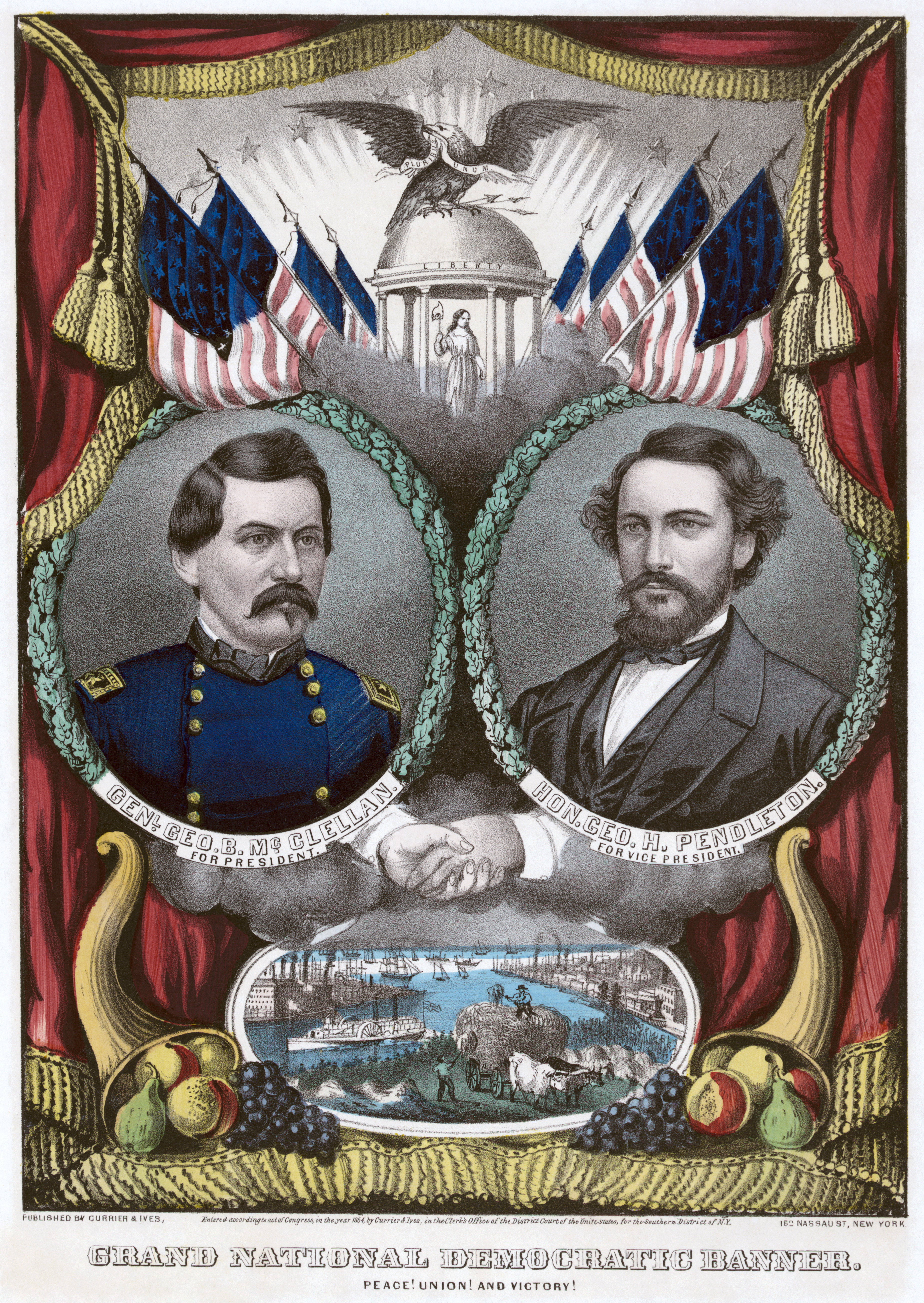
Estampa de Currier & Ives de la fórmula presidencial del partido demócrata, 1864. Litografía con acuarela.

Pendleton fue elegido miembro del Senado de Ohio, sirviendo desde 1854 hasta 1856. Su padre había sido miembro del Senado de Ohio desde 1825 hasta 1827. En 1854, se postuló sin éxito para el Trigésimo Cuarto Congreso de los Estados Unidos. Tres años después, fue elegido como demócrata para el Trigésimo Quinto Congreso y sería reelegido para los tres Congresos siguientes (4 de marzo de 1857 - 3 de marzo de 1865). Durante su tiempo en la Cámara de Representantes, fue uno de los administradores designados por la Cámara de Representantes en 1862 para llevar a cabo los procedimientos de juicio político contra West H. Humphreys, un juez estadounidense de varios distritos de Tennessee.
En la década de 1850, Pendleton se opuso activamente a las medidas para prohibir la esclavitud en el oeste de los Estados Unidos. Un destacado defensor de la esclavitud, fue un líder de la facción de "paz" de su partido durante la guerra civil estadounidense, con estrechos vínculos con los Copperheads. Votó en contra de la Decimotercera Enmienda, que prohibió la esclavitud y la servidumbre involuntaria.

### Política nacional
Pendleton se postuló como demócrata contra la guerra en las elecciones presidenciales de 1864 para vicepresidente, junto con George McClellan. Sus oponentes fueron Lincoln (presidente) y Andrew Johnson (candidato a vicepresidente). A los 39 años, Pendleton era uno de los candidatos más jóvenes a un cargo nacional en la historia de Estados Unidos. McClellan y Pendleton perdieron, recibiendo alrededor del 45% de los votos. En la misma elección, Pendleton también perdió la reelección al Trigésimo Noveno Congreso.

### Fuera de la oficina
Fuera del cargo por primera vez en una década, Pendleton se postuló para su antiguo escaño en la Cámara en 1866, pero perdió. En 1868, buscó la nominación presidencial del Partido Demócrata. Lideró para las primeras 15 boletas y fue casi el nominado, pero su apoyo desapareció y perdió ante Horatio Seymour, principalmente por su apoyo a la "idea de Ohio". Al año siguiente, fue el nominado demócrata para gobernador de Ohio y nuevamente perdió, esta vez ante Rutherford B. Hayes.
Pendleton se alejó de la política y, en 1869, se convirtió en presidente del Ferrocarril Central de Kentucky.

### Regreso político
En 1879, hizo su reaparición cuando fue elegido como demócrata para el Senado de los Estados Unidos. Durante su único mandato, de 1881 a 1885, se desempeñó simultáneamente como presidente de la Conferencia Demócrata. Tras el asesinato de James A. Garfield en 1881, aprobó su legislación más notable, conocida como la Ley Pendleton de 1883, que exige exámenes de servicio civil para puestos gubernamentales. La ley ayudó a poner fin al sistema de patrocinio de uso generalizado en ese momento, pero le costó políticamente a Pendleton, ya que muchos miembros de su propio partido preferían el sistema de botín. Por lo tanto, no fue reelegido para el Senado.
La reforma del servicio civil, favorecida por los demócratas y la facción moderada de "Half-Breeds" del Partido Republicano, facilitó los esfuerzos supremacistas blancos del Partido Demócrata para impedir que los "Stalwarts" republicanos conservadores utilizaran el patrocinio para beneficiar social y económicamente a los negros.

### Vida posterior

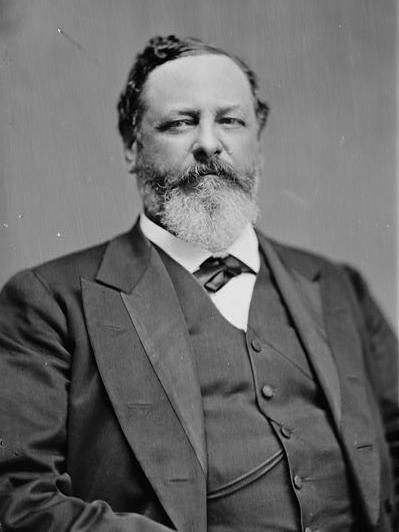
Pendleton en sus últimos años.

El presidente Grover Cleveland lo nombró enviado extraordinario y ministro plenipotenciario a Alemania el año en que dejó el cargo, cargo que ocupó hasta abril de 1889. Cinco meses después, durante su viaje de regreso a los Estados Unidos, murió en Bruselas, Bélgica.

### Ideales
Pendleton tenía un compromiso muy jacksoniano con el Partido Demócrata como el mejor, quizás el único, mecanismo a través del cual los estadounidenses comunes podían dar forma a las políticas gubernamentales. Mach (2007) argumenta que la principal contribución de Pendleton fue demostrar la voluntad del Partido Whig de usar su poder en el gobierno para lograr los ideales jacksonianos.
Si bien su compromiso jacksoniano con los derechos de los estados y el gobierno limitado lo convirtió en un disidente durante la Guerra Civil, lo que Mach llama el "ardor jacksoniano de Pendleton por expandir las oportunidades para los estadounidenses comunes" fue la base de su liderazgo en la reforma del servicio civil y su controvertido plan para utilizar billetes verdes para pagar la deuda federal. Lo que parecía ser un cambio ideológico sustancial, argumenta Mach, representaba la voluntad pragmática de Pendleton de usar nuevos medios para lograr viejos fines.

## Vida personal

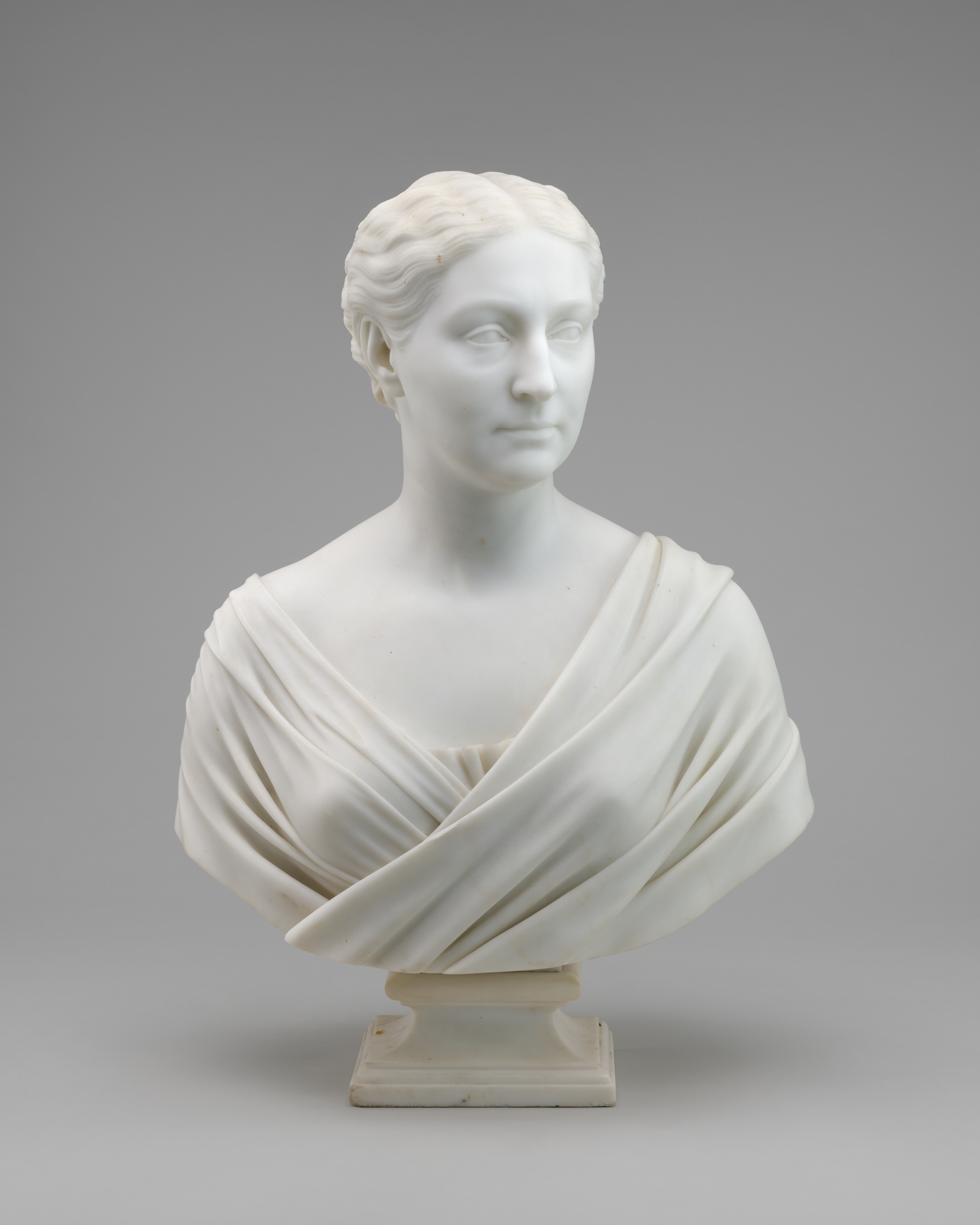
Alice Key Pendleton, esculpida por Hiram Powers.

En 1846, Pendleton se casó con Mary Alicia Key (1824–1886), la hija de Francis Scott Key, abogado, autor y poeta aficionado, mejor conocido hoy en día por escribir un poema que luego se convirtió en la letra de la canción del himno nacional de los Estados Unidos, "The Star-Spangled Banner". Juntos, George y Alicia fueron los padres de:
- Sarah Pendleton (nacida en Irlanda, alrededor de 1846)
- Francis Key Pendleton (1850–1930), quien nació en Cincinnati y se hizo prominente en la sociedad de Nueva York durante la Gilded Age.[9][10]
- Mary Lloyd Pendleton (1852–1929), que nació en Cincinnati.
- Jane Francis Pendleton (1860–1950), que nació en el Distrito de Columbia el 22 de abril de 1860.[11]
- George Hunt Pendleton (1863–1868), quien murió joven.

Al final de su vida, Pendleton sufrió un derrame cerebral. Pendleton murió en Bruselas, Bélgica, el 24 de noviembre de 1889. Está enterrado en el cementerio de Spring Grove, Cincinnati, Ohio.

### Memoriales
La ciudad de Pendleton, Oregón, lleva su nombre.
La Casa de George H. Pendleton en Cincinnati es un Monumento Histórico Nacional y fue incluida en el Registro Nacional de Lugares Históricos en 1966.

## Cultura popular
En la película de 2012 de Steven Spielberg, Lincoln, Pendleton es interpretado por Peter McRobbie y retratado como uno de los oponentes más notables de la Decimotercera Enmienda y de la Ley de Derechos Civiles de 1866.